# Komitet Tymczasowy Dumy

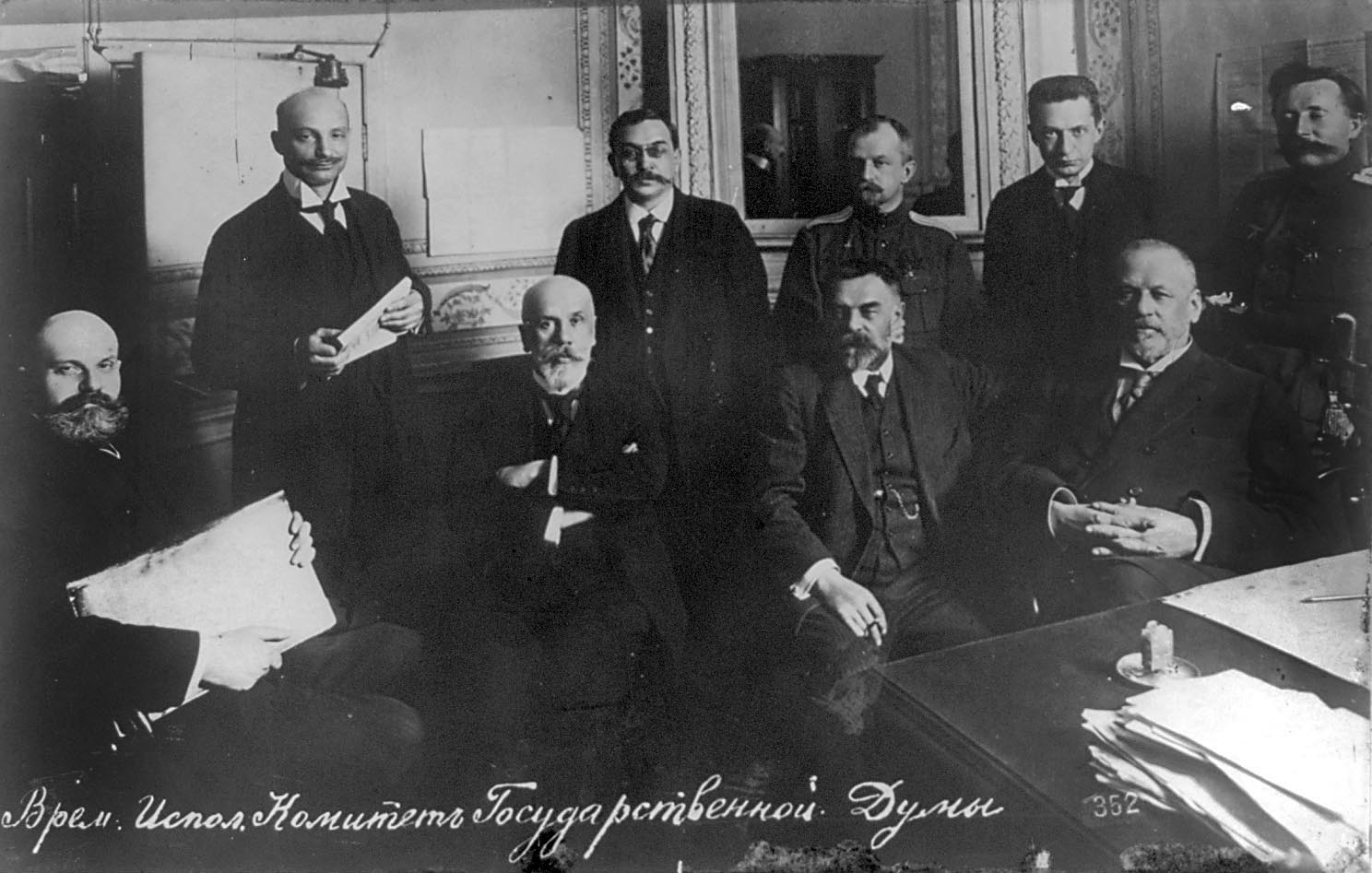
Członkowie Komitetu Tymczasowego Dumy. Siedzą od lewej: Władimir Lwow, Władimir Rżewski, Siergiej Szydłowski, Michaił Rodzianko. Stoją: Wasilij Szulgin, Iwan Dmitriukow, Boris Engelgard (komendant garnizonu Piotrogrodu), Aleksander Kiereński, Michaił Karaułow.

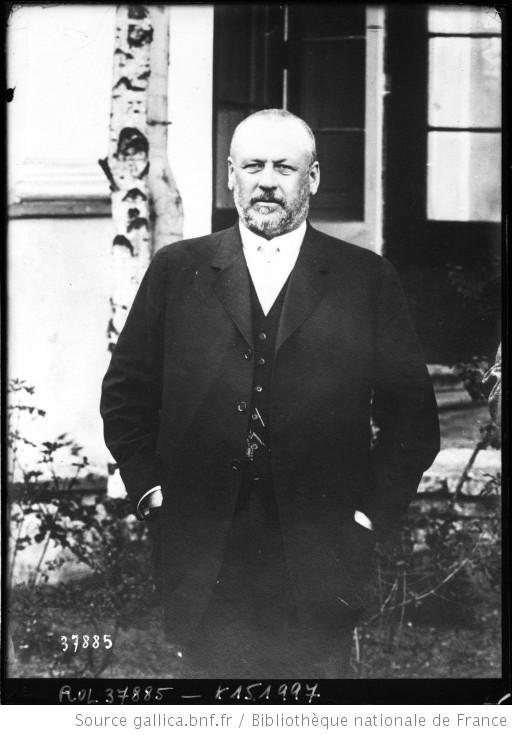
Michaił Rodzianko, przewodniczący Komitetu

Komitet Tymczasowy Dumy ros. Временный комитет Государственной думы, właściwie: Komitet Tymczasowy Członków Dumy Państwowej dla Przywrócenia Porządku w Stolicy i Utrzymywania Kontaktów z Osobistościami i Instytucjami (ros.: Комитет членов Государственной Думы для водворения порядка в столице и для сношения с лицами и учреждениями), także Komitet Wykonawczy Dumy (ros. Исполнительный комитет Государственной думы) – najwyższy nadzwyczajny organ władzy państwowej w Rosji utworzony 27 lutego?/12 marca 1917, podczas rewolucji lutowej. Komitet pomiędzy wieczorem 12 marca 1917, a 2 marca?/15 marca 1917 pełnił obowiązki faktycznego rządu Rosji, po czym przekazał je Rządowi Tymczasowemu pod prezesurą ks. Gieorgija Lwowa, wyłonionemu w porozumieniu z Komitetem Wykonawczym Piotrogrodzkiej Rady Delegatów Robotniczych i Żołnierskich.

## Rewolucja lutowa
Od połowy 1916 roku w wyższych kręgach społecznych zaczęto rozpatrywać usunięcie Mikołaja II z tronu i przekazanie władzy jego dziedzicom. Spisek zorganizować mieli przedstawiciele komitetów wojskowo-przemysłowych, Związku Miast i Związku Ziemstw (połączonych w Ziemgorze). 22 lutego?/7 marca 1917 Mikołaj II opuścił Carskie Sioło i udał się do kwatery głównej Naczelnego Dowódcy armii rosyjskiej w Mohylewie, niedaleko linii frontu. Nazajutrz 23 lutego?/8 marca 1917, gdy Mikołaj II znajdował się w Mohylewie, w Piotrogrodzie wybuchły rozruchy, które miały trwać nieprzerwanie do upadku monarchii. W demonstracjach uczestniczyli mienszewicy, eserowcy i bolszewicy. Od 78 do 128 tys. robotników ogłosiło strajk przeciwko brakom żywności. Następnego dnia w manifestacjach wzięło udział 160-200 tysięcy robotników, część strajkowała. 25 lutego?/10 marca 1917 na ulicach manifestowało już około 300 tysięcy osób, z czego najbardziej zorganizowaną grupę stanowili metalowcy. Oprócz fabryk zastrajkowali tramwajarze i drobni przedsiębiorcy. Po południu do akcji przeciwko strajkującym stanęli żołnierze i funkcjonariusze policji, później tłum atakował funkcjonariuszy, a policja przestała interweniować. W nocy z 25 lutego?/10 marca 1917 na 26 lutego?/11 marca 1917 władze utraciły kontrolę nad dzielnicami robotniczymi Piotrogrodu, szczególnie dzielnicą Wyborską, gdzie tłum rozbijał i podpalał komisariaty policji. W niedzielę 26 lutego?/11 marca 1917 rano Piotrogród został obsadzony przez oddziały wojska w rynsztunku bojowym, po południu w kilku dzielnicach wojsko otworzyło ogień do tłumu, najkrwawsze starcie miało miejsce na Placu Znamieńskim, gdzie od ognia żołnierzy Wołyńskiego Pułku Gwardii zginęło 40 osób, a drugie tyle zostało rannych.
Decydującym dniem protestów był 27 lutego?/12 marca 1917, gdy do protestujących przyłączyli się wojskowi, niechcący strzelać do manifestantów protestujących w sposób pokojowy, zaś władze carskie utraciły kontrole nad stolicą państwa. W nocy z 26/27 lutego żołnierze Pułku Pawłowskiego gwardii wiecowali w koszarach na znak protestu przeciw masakrze na Placu Znamieńskim, wreszcie przegłosowali odmowę posłuszeństwa rozkazom strzelania do ludności cywilnej i wysłali gońców do skoszarowanych opodal pułków gwardyjskich: Prieobrażenskiego i Litewskiego, które również przyjęły to stanowisko. Rano 27 lutego?/12 marca 1917 trzy pułki wyszły uzbrojone na miasto. Żołnierze zaatakowali i zdemolowali koszary żandarmerii i usuwając posterunki prorządowe przeszli od dzielnicy Wyborskiej, łącząc się ze zrewoltowanymi robotnikami. Zarekwirowanymi samochodami jeździli po ulicach, wymachując bronią i wznosząc okrzyki. Żołnierze wypuścili więźniów z twierdzy Pietropawłowskiej. Na Pałacu Zimowym wywieszono czerwoną flagę, zdemolowano Ministerstwo Spraw Wewnętrznych, policjantów w mundurach bito i zabijano. Wieczorem tłum wziął szturmem centralę Ochrany, wyrzucając i podpalając akta, w czym odnotowano szczególną gorliwość konfidentów. Rozbito arsenał, wyciągając tysiące karabinów. Przed nadejściem nocy z liczącego 160 000 żołnierzy garnizonu połowa była w pełni zbuntowana, reszta zajęła postawę neutralną. Dowódca piotrogrodzkiego okręgu wojskowego gen. Siergiej Chabałow mógł liczyć w mieście jedynie na 1000-2000 oddanych żołnierzy, a w rękach władz carskich znajdowało się tylko kilka gmachów publicznych w różnych miejscach Piotrogrodu.
Po opanowaniu miasta przez zrewolucjonizowane wojsko, oddziały zrewolucjonizowanych żołnierzy i manifestanci zaczęli podążać w kierunku Pałacu Taurydzkiego - siedziby Dumy manifestując gotowość podporządkowania się nowej władzy. Przed Pałacem Taurydzkim zebrał się 25-tysięczny tłum, a część demonstrantów wtargnęła do gmachu. Jednocześnie urzędujący premier Nikołaj Golicyn ogłosił decyzję Mikołaja II o zawieszeniu obrad parlamentu. Duma nie podporządkowała się tej decyzji.

## Powołanie Komitetu Tymczasowego Dumy
27 lutego?/12 marca 1917 po południu, na posiedzeniu Konwentu Seniorów Dumy został powołany Komitet Tymczasowy Dumy – organ wykonawczy Dumy, na czele z przewodniczącym Dumy  Michaiłem Rodzianką. Komitet złożony był z przedstawicieli wszystkich partii politycznych reprezentowanych w Dumie (od socjaldemokratów do umiarkowanych nacjonalistów).
W skład Komitetu weszli: Michaił Rodzianko - przewodniczący Dumy i Komitetu (oktiabryści), Nikołaj Niekrasow (Partia Konstytucyjno-Demokratyczna (kadeci), Iwan Dmitriukow - sekretarz Dumy (lewicowi oktiabryści), Władimir Rżewski (Blok Postępowy), Nikola Czcheidze - jednocześnie od 28 lutego?/13 marca 1917 przewodniczący Komitetu Wykonawczego Piotrogrodzkiej Rady Delegatów Robotniczych i Żołnierskich (Socjaldemokratyczna Partia Robotnicza Rosji (SDPRR), mienszewicy), Aleksander Kiereński – jednocześnie od 13 marca wiceprzewodniczący Komitetu Wykonawczego Piotrogrodzkiej Rady Delegatów Robotniczych i Żołnierskich (eserowcy, trudowicy), Paweł Milukow (kadeci), Aleksandr Konowałow (Blok Postępowy), Michaił Karaułow (niezależny), Siergiej Szydłowski – przewodniczący biura Bloku Postępowego, szef frakcji lewicowych oktiabrystów, Wasilij Szulgin – szef frakcji „postępowych rosyjskich nacjonalistów” w Dumie i Władimir Lwow (przewodniczący frakcji centrystów Bloku Postępowego w Dumie). Nieco później został dokooptowany Boris Engelgard, deputowany IV Dumy z guberni mohylewskiej, przewodniczący komisji wojskowej Komitetu i pierwszy rewolucyjny gubernator wojskowy Piotrogrodu.
28 lutego?/13 marca 1917 po otrzymaniu od dotychczasowego premiera Nikołaja Golicyna odmownej odpowiedzi Mikołaja II, co do powołania rządu, wyłonionego przez Dumę, Komitet przejął de facto wykonywanie obowiązków rządu Rosji i wyznaczył swych komisarzy do istniejących ministerstw. Jednocześnie wystosował depeszę do dowódców sił zbrojnych o przejęciu władzy z rąk starego gabinetu. Komitet formalnie nie ogłosił się rządem Rosji, przywódcy Dumy obawiali się konsekwencji karnych w przypadku stłumienia rewolucji w Piotrogrodzie siłą przez oddziały z frontu wierne Mikołajowi II. Po powstaniu w dniu 28 lutego?/13 marca 1917 Piotrogrodzkiej Rady Delegatów Robotniczych i Żołnierskich i wyłonieniu jej Komitetu Wykonawczego (w którego skład wchodzili eserowcy i mienszewicy) Komitet Wykonawczy Dumy rozpoczął rozmowy z Komitetem Wykonawczym Rady w celu wyłonienia rządu tymczasowego Rosji i jego poparcia przez zrewolucjonizowane oddziały wojskowe reprezentowane w Radzie Piotrogrodzkiej i partie socjalistyczne. 1 marca?/14 marca 1917 Komitet Wykonawczy Rady większością 13 głosów przeciwko 8 zadecydował nie przystępować do rządu, który próbowała powołać Duma, zastrzegając dla siebie kontrolę poczynań takiego rządu. Oznaczało to powstanie w Rosji systemu dwuwładzy.
O północy z 1 marca?/14 marca 1917 na 2 marca?/15 marca 1917 delegacje: Komitetu Wykonawczego Dumy (na czele z Pawłem Milukowem) i Komitetu Wykonawczego Rady Piotrogrodzkiej (na czele z Nikolą Czcheidze) rozpoczęły rokowania w sprawie programu rządu tymczasowego, który miał być wyłoniony przez Komitet Tymczasowy Dumy za zgodą Komitetu Wykonawczego Rady, lecz bez jego kontrasygnaty. W założeniu program miał był podstawą działania Rządu Tymczasowego w okresie do zwołania Wszechrosyjskiego Zgromadzenia Ustawodawczego (konstytuanty Rosji), do której wybory miały nastąpić w krótkim czasie.
Ustalony w późnych godzinach nocnych program przewidywał:

1. natychmiastową amnestię dla wszystkich więźniów politycznych, nie wyłączając terrorystów;
2. natychmiastową proklamację wolności słowa, zrzeszeń i zgromadzeń oraz prawa do strajku zgodnie z obietnicą rządu carskiego, daną w 1906 roku, ale nigdy niespełnioną;
3. natychmiastowe zniesienie dyskryminacji i przywilejów związanych z narodowością, religią lub pochodzeniem społecznym;
4. natychmiastowe przygotowanie zwołania Zgromadzenia Konstytucyjnego, wybranego w powszechnym, tajnym, bezpośrednim i równym głosowaniu;
5. rozwiązanie wszystkich organizacji policyjnych i zastąpienie ich milicją z obieralnymi oficerami, podlegającą nadzorowi samorządów lokalnych;
6. nowe wybory do organów samorządu lokalnego na zasadach głosowania powszechnego, bezpośredniego, równego i tajnego;
7. zachowanie broni przez jednostki wojskowe, które brały udział w rewolucji i udzielenie im gwarancji, że nie zostaną wysłane na front;
8. utrzymanie dyscypliny w siłach zbrojnych, ale poza służbą zrównanie żołnierzy w prawach z osobami cywilnymi

2 marca?/15 marca 1917 międzydzielnicowiec Jurij Stiekłow w imieniu Komitetu Wykonawczego Rady przełożył Piotrogrodzkiej Radzie Delegatów powyższe ośmiopunktowe porozumienie do zatwierdzenia. Rada ustaliła, że mianuje „komitet nadzorczy” dla kontroli działań Rządu Tymczasowego. Po zatwierdzeniu porozumienia przez Radę Piotrogrodzką Komitet Tymczasowy Dumy ogłosił przejęcie władzy i wieczorem 2 marca?/15 marca 1917 powołał Rząd Tymczasowy z ks. Gieorgijem Lwowem (kadeci) jako premierem i ministrem spraw wewnętrznych. Późnym wieczorem 2 marca?/15 marca 1917 w Pskowie Mikołaj II w obecności przedstawicieli Komitetu Wykonawczego Dumy Wasilija Szulgina i Aleksandra Guczkowa podpisał akt abdykacji i dokument mianowania Gieorgija Lwowa na premiera. Oba dokumenty zostały antydatowane na popołudnie 15 marca, car do końca chciał uniknąć wrażenia, że działa pod presją Dumy.

## Powołanie Rządu Tymczasowego i dalsze losy Komitetu Tymczasowego Dumy
Po powołaniu Rządu Tymczasowego (w którego skład w randze ministrów weszła część członków Komitetu Tymczasowego Dumy) w składzie Komitetu pozostało siedmiu członków: Rodzianko, Karaułow, Dmitriukow, Rżewski, Szydłowski i Engelgard. 21 marca ze składu Komitetu zrezygnował Karaułow, w związku z nominacją na komisarza Rządu Tymczasowego i Komitetu Tymczasowego Dumy we Władykaukazie, do składu komitetu powołano kilku nowych członków. Po dniach lipcowych, rezygnacji Gieorgija Lwowa z funkcji premiera i wycofaniu się partii kadetów z nowo powołanego rządu Aleksandra Kiereńskiego Komitet Tymczasowy Dumy utracił realne znaczenie polityczne, zachował jednak charakter przedstawicielstwa deputowanych Dumy i uczestniczył w formowaniu organów władzy lokalnej. Członkowie Komitetu Tymczasowego Dumy weszli następnie w skład powołanego 20 września?/3 października 1917 Przedparlamentu.
Ostatecznie Komitet Tymczasowy Dumy przestał istnieć po wydaniu przez Rząd Tymczasowy 6 października?/19 października 1917 dekretu, rozwiązującego Dumę.
Biuro Komitetu zostało zlikwidowane po przewrocie bolszewickim (rewolucji październikowej) dekretem Rady Komisarzy Ludowych (Sownarkomu).